# Beliș
Pour les articles homonymes, voir Belis.
Beliș (hongrois : Jósikafalva, allemand : Seedorf) est une commune de Transylvanie, en Roumanie, dans le județ de Cluj (à l'extrême ouest de ce département, à environ 80 km du chef-lieu, Cluj-Napoca). La commune est composée de sept villages : Bălceşti, Beliş, Dealu Botii, Giurcuţa de Jos, Giurcuţa de Sus, Poiana Horea et Smida.

## Géographie

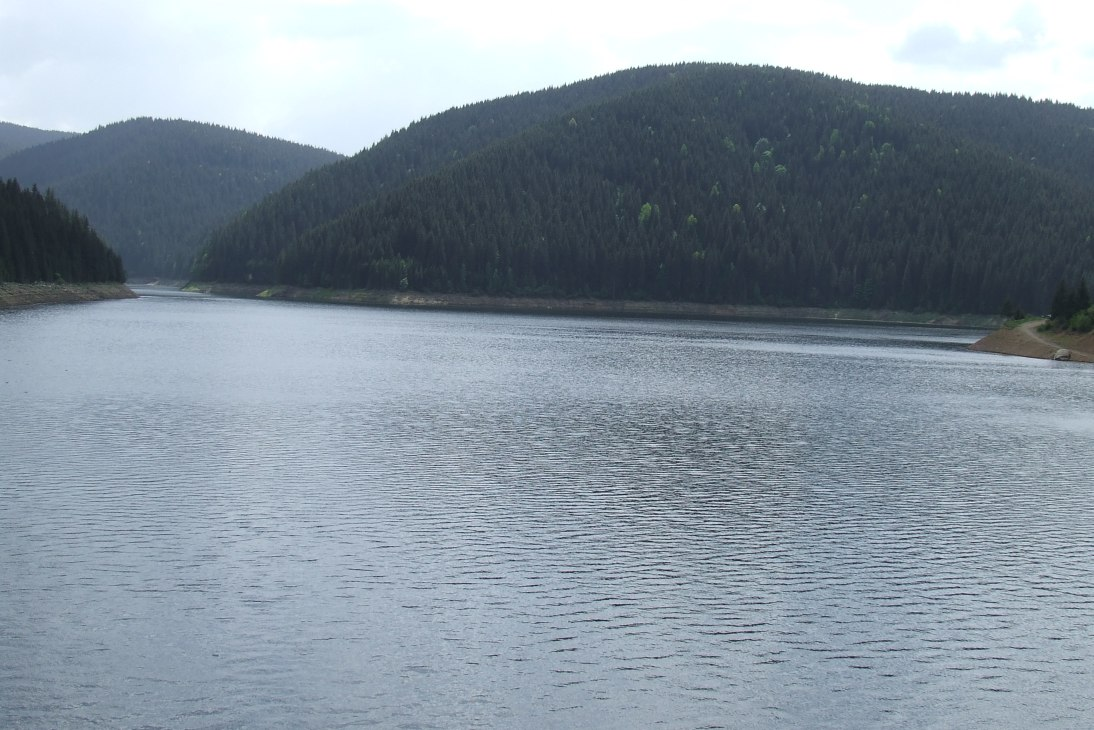
Lac de barrage de Beliș-Fântânele

Beliș est une commune de moyenne montagne, au nord des monts Apucènes. La bourgade est située au nord du lac de barrage de Beliș-Fântânele, construit dans les années 1970-1974 sur la rivière Somesul Cald.
La mise en eau du barrage a englouti une partie du territoire de la commune, en particulier à Giurcuţa de Jos.